# Resan bort
Resan bort è un film svedese del 1945 diretto da Alf Sjöberg.